# نادي جامعة كامبردج للقوارب
نادي جامعة كامبردج للقوارب (بالإنجليزية: Cambridge University Boat Club)‏ هو واحد من أندية التجديف في جامعة كامبردج في إنجلترا (بالإضافة إلى نادي جامعة كامبردج للقوارب - فئة السيدات، ونادي جامعة كامبردج للتجديف بالوزن الخفيف). تأسس النادي عام 1828 في مدينة غولدي بوتهاوس على نهر كام في كامبردج. منذ عام 1882 وحتى اليوم، يجري التدريب بشكل أساسي على نهر أوس العظيم في إيلي. يعد هدف النادي الرئيسي التغلب على نادي جامعة أكسفورد للقوارب في سباق القوارب الجماعية السنوي. يتصدر نادي جامعة كامبردج حاليًا بطولة سباق القوارب الجماعية بين جامعتي كامبردج وأكسفورد بواقع 83 سباقًا إلى 80 سباق.

## معرض صور

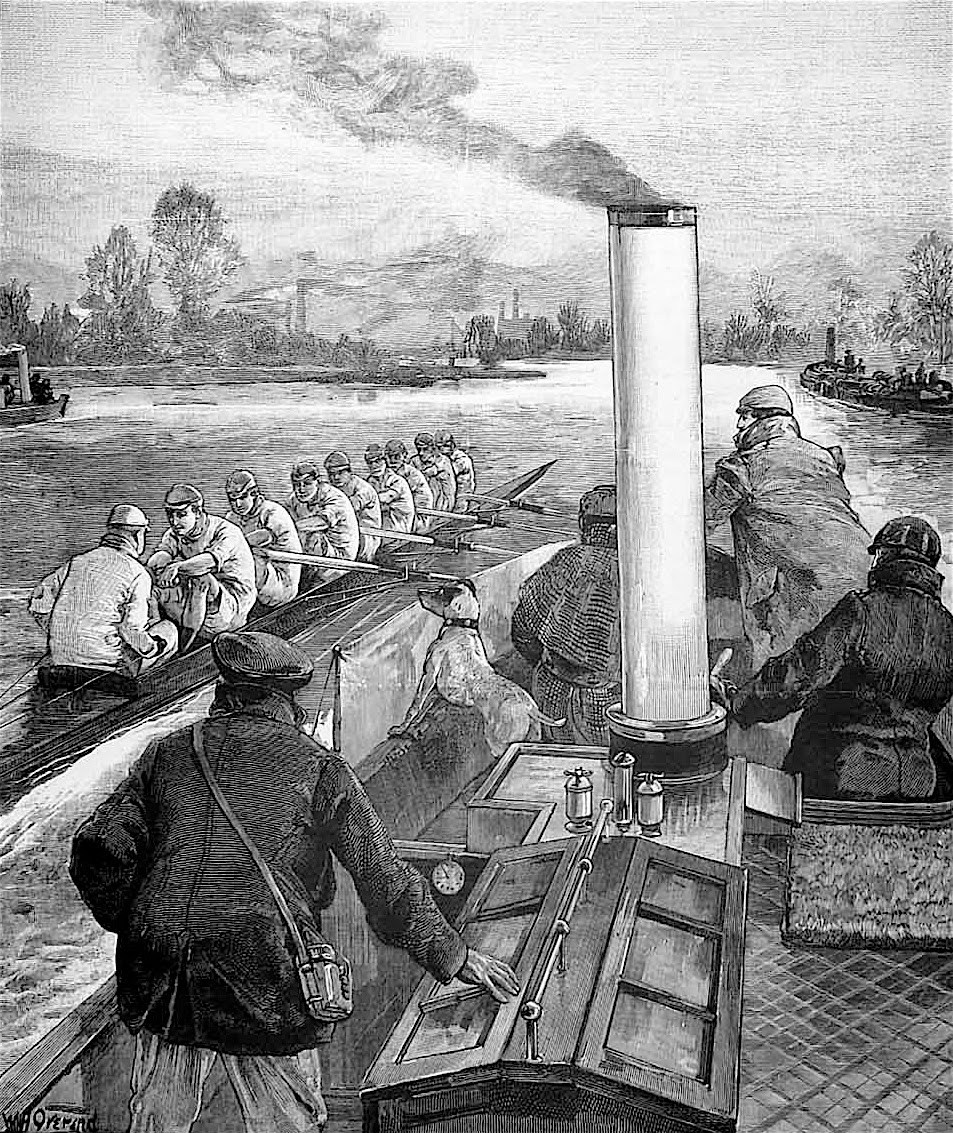
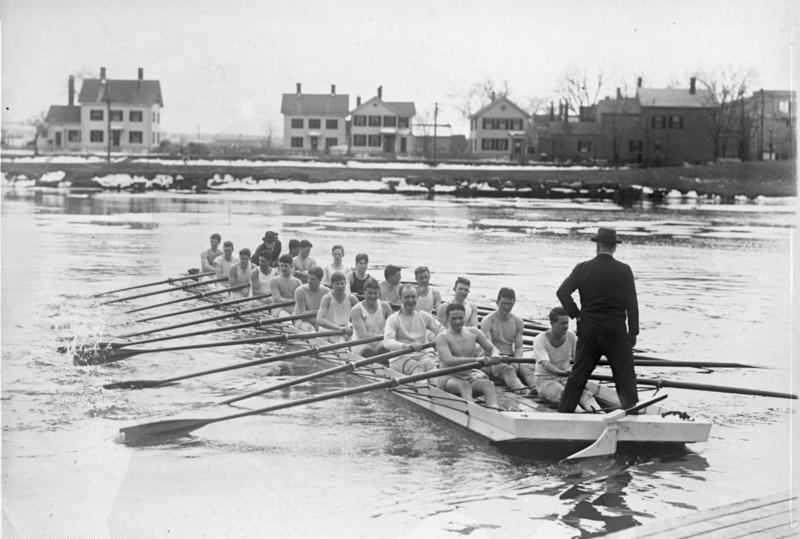
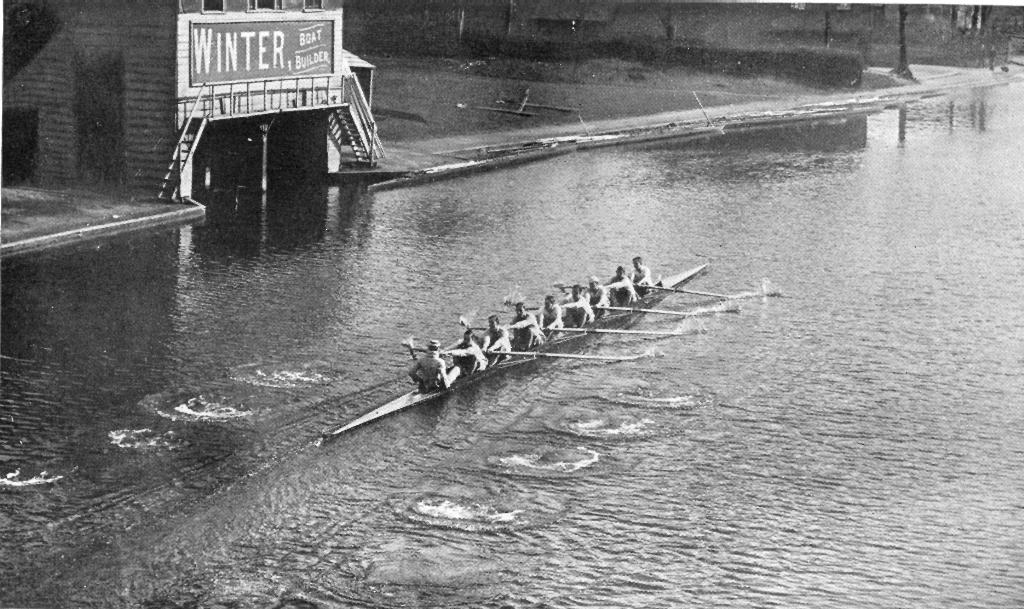
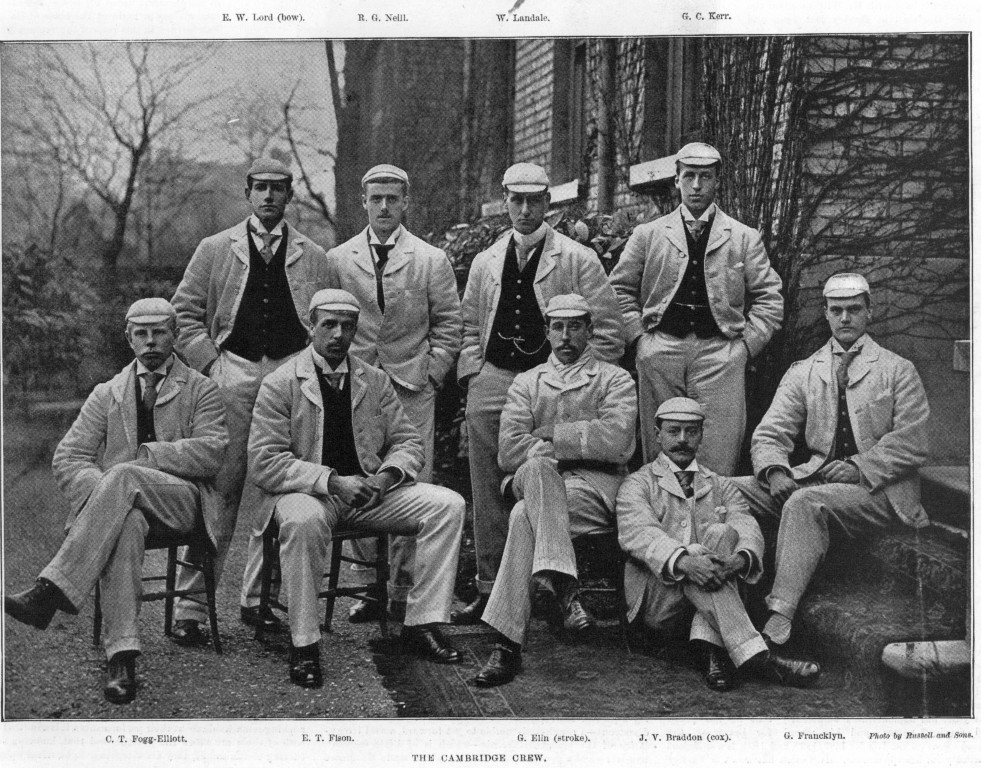
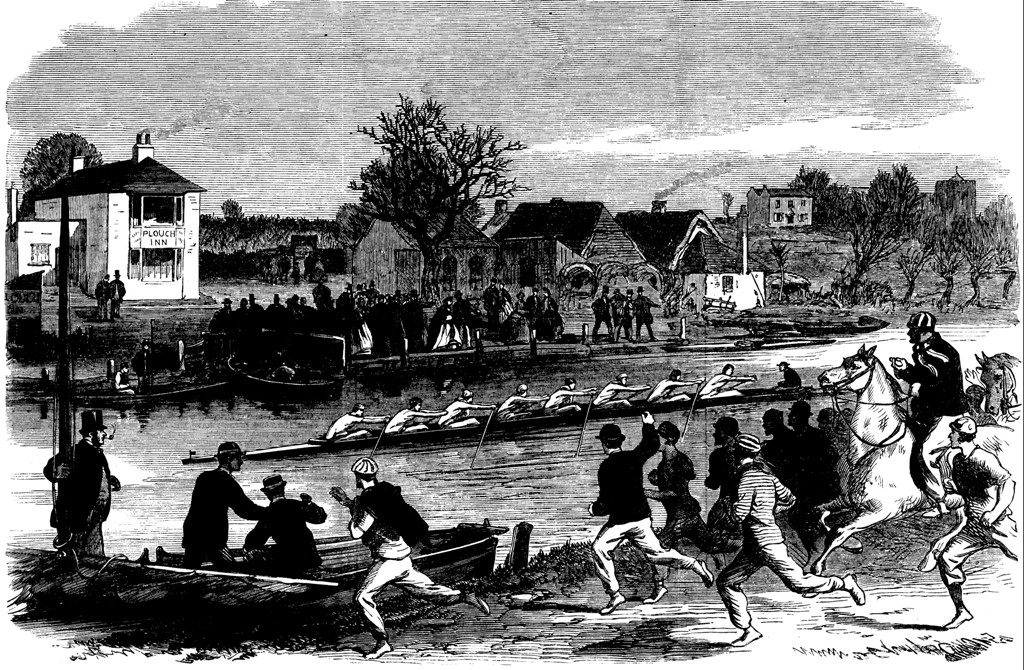